# Minoru Nakamura
Minoru Nakamura (中村実?, Nakamura Minoru; 9 luglio 1971) è un pilota motociclistico giapponese.

## Carriera
Nel 1997 ha gareggiato nel campionato nazionale di velocità giapponese della classe 125 piazzandosi al ventesimo posto; nel 1998 migliora la sua posizione arrivando al quarto posto in classifica, i suoi risultati l'hanno in seguito portato al debutto nel motomondiale.
Nel mondiale ha però corso un solo Gran Premio, quello del Giappone nel 1999, nella classe 125 con una Honda. Grazie al 10º posto conquistato è comunque giunto 29º nella classifica generale a fine stagione. Nel 2000 è tornato a gareggiare nel campionato nazionale giapponese, questa volta in classe 250, terminando la stagione al 13º posto.

## Risultati nel motomondiale
| 1999 | Classe | Moto  |  |    |  |  |  |  |  |  |  |  |  |  |  |  |  |  | Punti | Pos. |
| ---- | ------ | ----- |  | -- |  |  |  |  |  |  |  |  |  |  |  |  |  |  | ----- | ---- |
| 1999 | 125    | Honda |  | 10 |  |  |  |  |  |  |  |  |  |  |  |  |  |  | 6     | 29º  |

| Legenda | 1º posto        | 2º posto            | 3º posto            | A punti      | Senza punti        | Grassetto – Pole position Corsivo – Giro più veloce |
| Legenda | Gara non valida | Non qual./Non part. | Ritirato/Non class. | Squalificato | '-' Dato non disp. | Grassetto – Pole position Corsivo – Giro più veloce |